# Szecubun

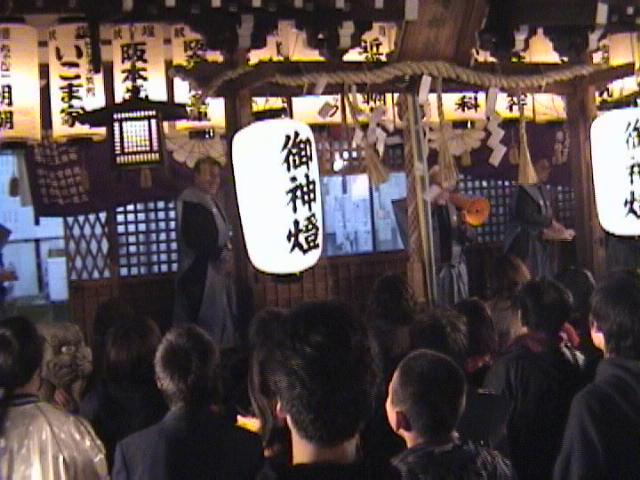
Tokuan szentély

Szecubun az a nap Japánban, mely a tavasz kezdete előtt van. A név tulajdonképpen „szezonális rész”, de legtöbbször a kifejezés a Tavaszi Szecubunre, hagyományos nevén a Rissunre utal, melyet évente Február 3-án ünnepelnek a Tavaszi fesztivál részeként. A holdnaptári Újévvel együtt szemlélve a Tavaszi Szecubunre régebben egyfajta Szilveszterként gondoltak, és együtt járt egy különleges rituáléval, mely megtisztította az előző évi gonoszt és elűzte a betegséghozó gonosz szellemeket az elkövetkezendő év számára. Ezt a speciális szertartás mamemakinak nevezik (gyakorlatilag „bab szórást” jelent). A Szecubun a Cuinából ered, ami egy kínai szokás, mely a 8. században jelent meg Japánban.

## Mamemaki
A mamemaki szokása először a Muromacsi-korban tűnt fel először. Legtöbbször a család tosiotokoja hajtotta végre (a férfi, aki a megfelelő kínai állatövi évben született), vagy a család feje. Pirított szójababokat (más néven szerencsehozó babok (fuku mame) vagy kidobják az ajtón, vagy a család egyik tagját dobják meg velük, aki egy oni (démon vagy ogre) maszkot visel, mialatt a többiek azt mondják, hogy „Démon kifele, szerencse befele!” (Oni va szoto, fuku va ucsi!), és becsapják az ajtót. Ez mai napig elterjedt szokás a háztartásokban, de nagyon sokan mennek el egy szentély vagy templom Tavaszi fesztiváljára, ahol ezt gyakorolják. A babok jelképezik a ház szimbolikus megtisztítását a gonosz szellemek elűzésével, amik balszerencsét és rossz egészséget hoznak magukkal. Majd a szerencse behozatalának részeként enni szokásos pirított szójababokat, annyit ahány éves vagy, egyes területeken, annyit ahány éves vagy és még egyet, hogy szerencsét hozzon a következő évre.
A mamemaki szórása hasonlít arra a nyugati szokásra, melynél rizst szórnak a friss házasokra az esküvői ceremónia után.

## Más szokások
Az ország egész területén a buddhista templomokban és sintó szentélyekben ünneplik a Szecubunt. Papok és meghívott vendégek dobálnak pirított szójababokat, kis pénzes borítékokat, édességeket, cukorkákat és más ajándékokat. Néhány nagyobb szentélybe még hírességeket és szumó birkózókat is hívnak; ezeket a rendezvényeket nemzetközileg is közvetítik. Tokió Aszakuszai szomszédságában a Szendzsó-dzsinál közel száz-ezer ember gyűlik össze az éves fesztiválok alkalmával. Sok ember eljön, és így az esemény hamar elfajul, mivel sokan lökdösődnek és tolakodnak, hogy kaphassanak a ledobott ajándékokból.
Kanszai régióban Szecubunkor szokás csöndben enni darabolatlan makizusit, más néven ehó-makit („szerencsés irányú tekercs”) az év szerencsés irányába nézve, melyet a kínai csillagképek alapján állapítanak meg. A szokás Oszakában kezdődött, de az utóbbi években ehó-makit meg lehet vásárolni boltokban Kanto területén, és kezd egyre népszerűbbé válni a Szecubun hagyományaként. Darabolatlan makizusis pakkokat dobnak piacra februárban. Néhány család szardínia fejeket és szent leveleket (hiragi ivasi) is kirak kis dekorációként a ház bejáratához, hogy a rossz szellemek ne tudjanak bemenni. Gyömbér szaket (sógazake) is isznak hagyományosan Szecubunkor.

## Történelmi szokások
Úgy gondolták az új év az az idő, amikor a szellemek világa közelebb kerül a fizikális világhoz, így szükség volt arra, hogy a mamemaki előadásával elűzzék a kóborló lelkeket, melyek esetleg túl közel kerülnek a házhoz. Ez idő tájt egyes szokásokhoz tartozott vallási tánc, böjt és bevinni bizonyos eszközöket a házba, melyek eredetileg kintre valóak, így megakadályozva hogy a szellemek kárt tehessenek bennük.
Szecubunre úgy is gondoltak, hogy külön áll a normál időtől, így az emberek szívesen cseréltek szerepet. Ebbe beletartozik az, hogy a fiatal lányok úgy csinálták meg a hajukat, mint ahogy egy idősebb nő szokta és fordítva; álruhát viseltek, vagy a férfiak beöltöztek nőnek és fordítva (cross-dressing). Ezt a szokást mai napig gyakorolják a gésák és ügyfeleik, mikor részt vesznek a Szecubunon.
Az utazó színészek (tabi geinin), akiket legtöbbször lenéztek az év során, mivel csavargóknak számítottak, de Szecubun napján melegen fogadták őket, hogy erkölcsről szóló darabokat adjanak elő. A csavargásuk az ilyen esetekben az előnyükre szolgált, mert a szellemeket magukkal tudták vinni.

## Regionális különbségek

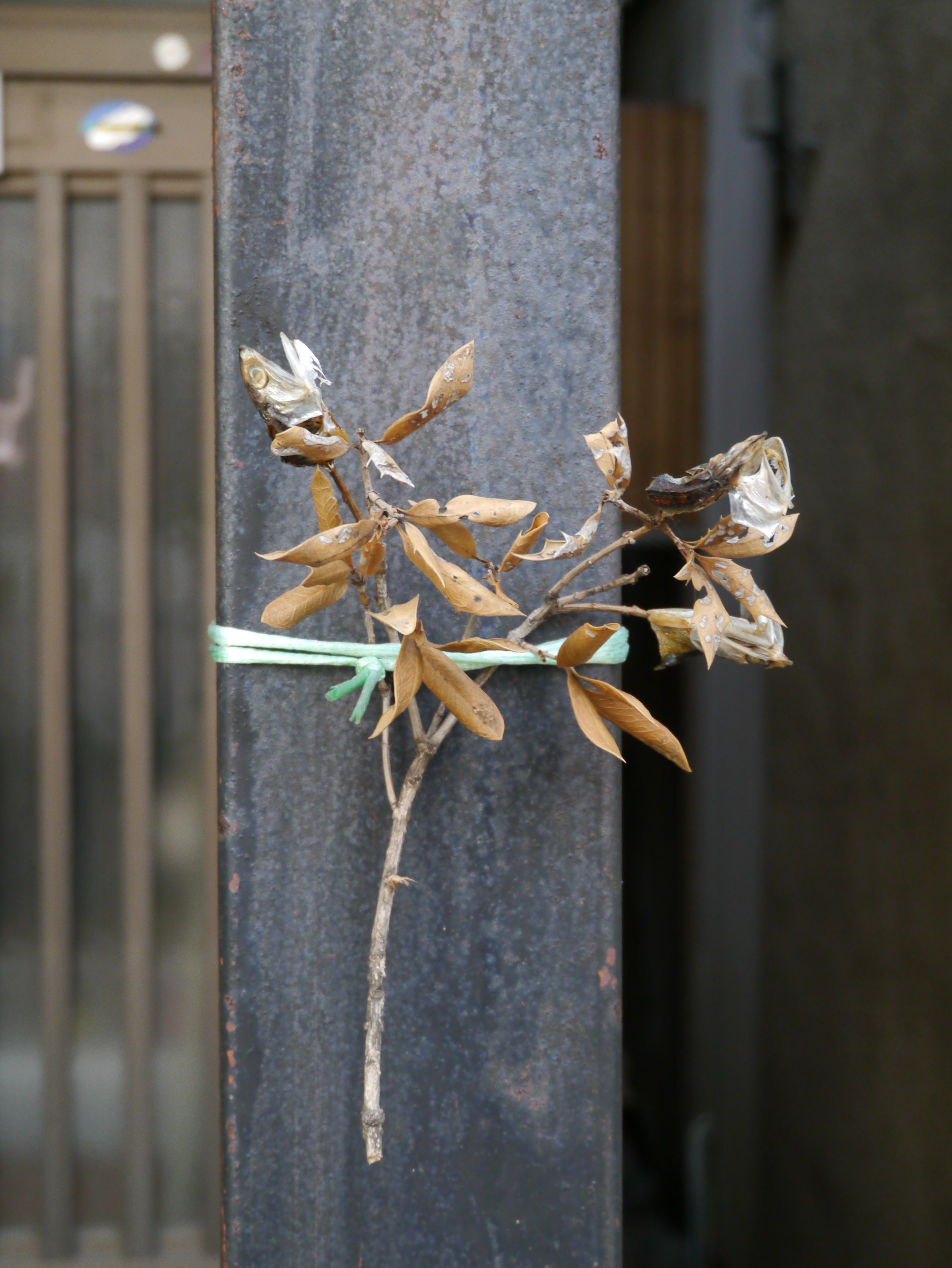
Egy szardínia fej, hogy távol tartsa a rossz szellemeket

Bár a makizusi evése Szecubunkor történelmileg csak a Kanszai régióhoz kapcsolható Japánban, mégis a szokás gyakorlása országszerte népszerűvé vált leginkább az élelmiszerboltok és kisüzletek marketinges erőfeszítéseinek köszönhetően.
Japán Tóhoku régiójában a család feje (hagyományosan az apa) pirított babokat vesz a kezébe, és imádkozik a családi szentélynél, majd a felszentelt babokat kidobja az ajtón.
Manapság néha használnak földimogyorót (nyers vagy édes, ropogós masszával bevont) a pirított babok helyett.
Nagyon sokféle változata van az „Oni va szoto, fuku va ucsi” kántálásának. Például Aizuvakamacu nevű városban az emberek azt kántálják, hogy „Oni no medama o buccubusze!” vagyis „Vakítsd meg a démont!”

## Fordítás
- Ez a szócikk részben vagy egészben  a   Setsubunl című angol Wikipédia-szócikk fordításán alapul.  Az eredeti cikk szerkesztőit annak laptörténete sorolja fel. Ez a jelzés csupán a megfogalmazás eredetét és a szerzői jogokat jelzi, nem szolgál a cikkben szereplő információk forrásmegjelöléseként.